# 茨城県道33号常陸太田大子線
茨城県道33号常陸太田大子線（いばらきけんどう33ごう ひたちおおた だいごせん）は、茨城県常陸太田市から久慈郡大子町に至る県道（主要地方道）である。

## 概要

### 路線データ
- 起点：常陸太田市東三町字東三西2142番の2地先（国道293号交点）[1]
- 終点：久慈郡大子町大字川山455番の1地先（茨城県道28号大子那須線交点）[1]
- 総延長：38.564 km[2]
- 重用延長：14.397 km[2]
- 未供用延長：なし[2]
- 実延長：24.167 km[2]
- 自動車交通不能区間延長[注釈 1]：なし[2]

## 歴史
1977年（昭和52年）2月14日、前身にあたる県道川山常陸太田線（久慈郡大子町大字川山 - 常陸太田市、整理番号101）を廃止し、これを主要地方道に昇格して、起点を常陸太田市、終点を久慈郡大子町とする県道常陸太田大子線（整理番号50）として路線認定された。のちの1995年（平成7年）には、茨城県道の路線再編が行われ、整理番号33となり現在に至る。

### 年表
- 1977年（昭和52年）2月14日
  - 主要地方道常陸太田大子線（整理番号50）として路線認定される[5]。
  - 道路区域を、常陸太田市東三町 - 久慈郡大子町大字川山（38.6163 km）に決定する[1]。
  - 同時に、前身にあたる県道川山常陸太田線（久慈郡大子町大字川山 - 常陸太田市、整理番号101）を廃止[3]。
- 1979年（昭和54年）2月8日：久慈郡水府村大字中染地内の中染交差点を通る道路改良バイパス路（676 m）を供用開始[6]。
- 1988年（昭和63年）4月4日：久慈郡水府村大字天下野地内の狭隘な現道（1.2 km）を拡幅2車線化する区域が決定する[7]。
- 1988年（昭和63年）7月4日：久慈郡大子町大字小生瀬地内の狭隘な現道をバイパス化（1.13 km）及び拡幅2車線化する区域が決定する[8]。
- 1990年（平成2年）8月6日：久慈郡大子町大字小生瀬地内の旧道（950 m）が大子町道へ降格する[9]。
- 1993年（平成5年）5月11日 - 建設省から、県道常陸太田大子線が常陸太田大子線として主要地方道に指定される[10]。
- 1994年（平成6年）12月20日：久慈郡水府村大字町田 - 大字中染のバイパス道路（2.15 km）が開通する[11]。
- 1995年（平成7年）3月30日：整理番号50から現在の番号（整理番号33）に変更される[4]。
- 2001年（平成13年）1月15日：水府村大字中染 - 大字天下野の道路改良によるバイパス道路（0.674 km）が開通する[12]。
- 2003年（平成15年）12月22日：日立市東河内町地内（上坪三公民館前 - 中里小学校前）の旧道（399 m）が指定解除により日立市道に降格[13]。
- 2004年（平成16年）11月25日：水府村大字中染 - 大字天下野の旧道区間 (655m) が指定解除され水府村道へ降格[14]。
- 2008年（平成20年）1月10日：常陸太田市町田町の狭隘な旧道（862 m）が指定解除され常陸太田市道へ降格[15]。
- 2015年（平成27年）5月28日：常陸太田市下高倉町地内の国道461号と接続する改良道路を供用開始[16]。

## 路線状況
道路法の規定に基づき、常陸太田市松平町（松平交差点） - 同市下高倉町（国道461号交差）間は、緊急輸送道路として機能を維持するため、災害発生時の被害拡大防止を目的に道路用地内に電柱を建てることが制限されている。

### 重複区間
- 茨城県道29号常陸太田那須烏山線（常陸太田市松平町 - 常陸太田市馬場町）
- 茨城県道36号日立山方線（常陸太田市中染町 地内）
- 国道461号（大子町大字小生瀬 - 常陸太田市高倉町）

### 道路施設
- 松平橋（常陸太田市松平町）
- 吹上橋（〈山田川支流〉、常陸太田市中染町）
- 嵯峨草橋（久慈川、大子町川山）

## 地理

### 通過する自治体
- 常陸太田市
- 久慈郡大子町

### 交差する道路
- 国道293号（常陸太田市木崎一町、起点）

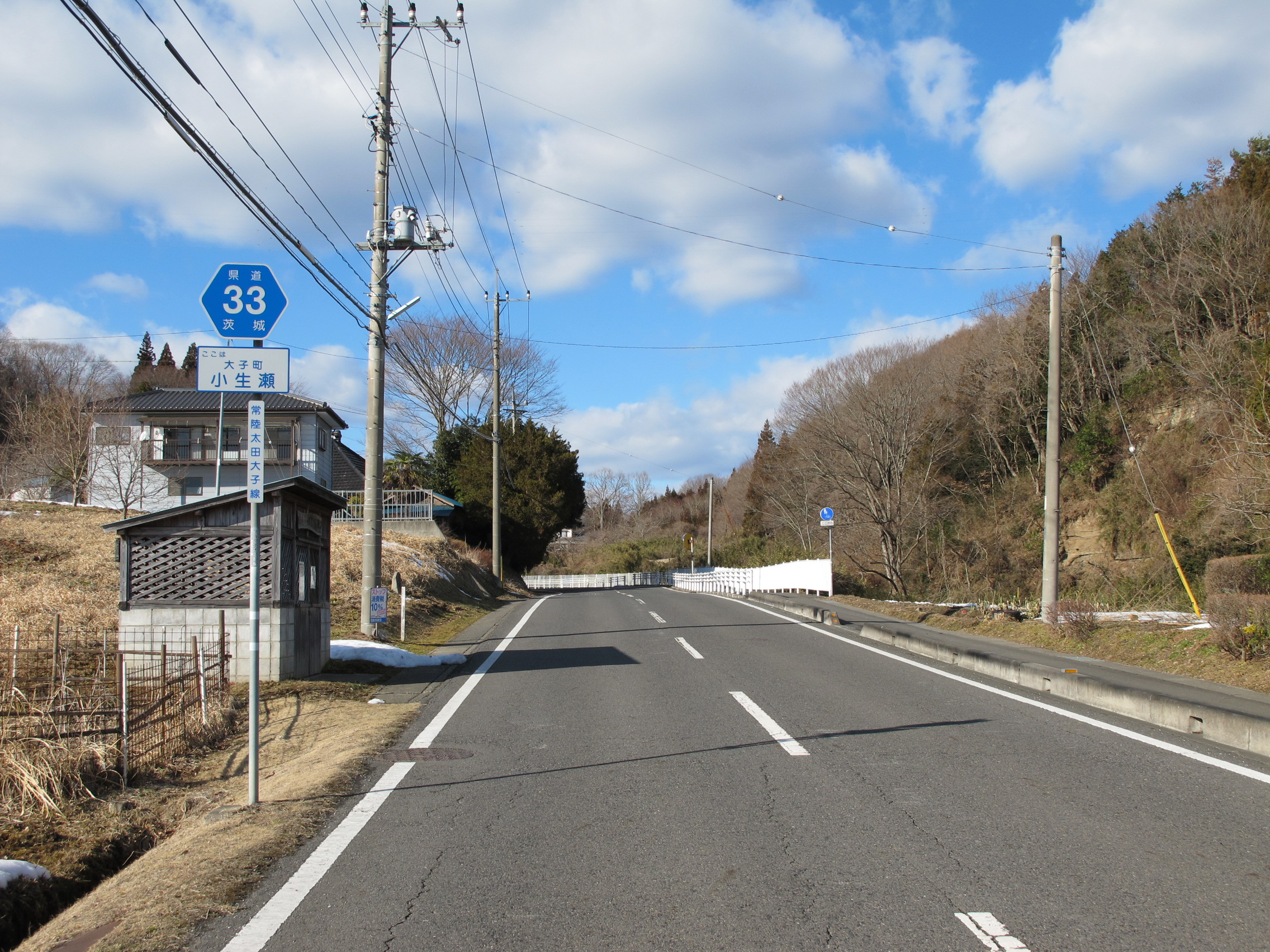
茨城県道33号常陸太田大子線
大子町小生瀬（2013年1月）

- 茨城県道29号常陸太田那須烏山線（常陸太田市馬場町）
- 国道293号（常陸太田市増井町）
- 茨城県道166号和田上河合線（常陸太田市和田町）
- 茨城県道29号常陸太田那須烏山線（常陸太田市松平町）
- 茨城県道36号日立山方線（常陸太田市中染町）
- 茨城県道36号日立山方線（常陸太田市中染町）
- 茨城県道249号山方水府線（常陸太田市天下野（けがの）町）
- 国道461号（常陸太田市下高倉町）
- 国道461号・茨城県道22号北茨城大子線（久慈郡大子町小生瀬）
- 茨城県道28号大子那須線（終点）

### 沿線にある施設など
- 岩倉鉱泉（常陸太田市天下野町）
- ふるさとセンター竜っちゃん乃湯（常陸太田市天下野町）
- 竜神峡・竜神大吊橋・竜神ダム（常陸太田市下高倉町）
- 月待の滝（大子町大生瀬）